# Vstup České republiky do Evropské unie
Česká republika vstoupila do Evropské unie dne 1. května 2004. Šlo o dosud největší rozšíření Evropské unie, kdy k ní přistoupily též Estonsko, Kypr, Litva, Lotyšsko, Maďarsko, Malta, Polsko, Slovensko a Slovinsko.
Česká republika o vstup do Evropské unie, která vznikla roku 1993, zažádala v roce 1996. Několikaletá jednání vyvrcholila v roce 2003, kdy se o vstupu konalo referendum a byla v Athénách podepsána smlouva o přistoupení. Česká republika se tak mimo jiné stala součástí Evropského hospodářského prostoru, který zajišťuje volný pohyb osob, zboží, služeb a kapitálu. Přístup do schengenského prostoru, tedy zrušení kontrol na státní hranici, následoval v roce 2007. Postup pro přijetí společné měny dosud nebyl stanoven.

## Politická orientace po sametové revoluci
Proces začleňování Československa do západoevropských organizací začal bezprostředně po sametové revoluci v roce 1989. Integrace do západoevropských struktur byla jedním z hlavních zahraničněpolitických cílů Československa. V rámci nové koncepce zahraniční politiky – tzv. „Návrat do Evropy“ – zahájili hlavní aktéři československé zahraniční politiky (především Václav Havel a Jiří Dienstbier) politický dialog s Evropskými společenstvími.
Otevření hranic po pádu železné opony a odstranění řady dovozních omezení bylo první významnou změnou otevírající prostor pro intenzivnější spolupráci se státy západní Evropy. Před Československem a později před Českou a Slovenskou republikou tedy stál obtížný úkol transformovat centrálně plánovanou ekonomiku na tržní tak, jak to požadovala EU.
Jako nástroj předvstupní pomoci by již v roce 1989 založen fond PHARE, jehož úkolem bylo pomáhat Polsku a Maďarsku při přechodu na tržní ekonomiku prostřednictvím finančních grantů a poradenské činnosti. Postupně se jeho působnost rozšířila i na další státy bývalého východního bloku. Československo k němu přistoupilo v roce 1990.

## Asociační dohody
V prosinci 1990 zahájilo Československo s Evropskými společenstvími rozhovory o uzavření tzv. asociační dohody (též dohody o přidružení nebo Eurodohody). Asociační dohoda tvořila základní právní rámec vztahů mezi Českou republikou a Evropskými společenstvími, neznamenala však nárok ČR na přijetí do EU (resp. v té době ještě Evropských společenství). Umožňovala ovšem lepší politický dialog, institucionální spolupráci a odstraňování obchodních bariér (Evropská unie se zavázala snižovat svoje cla a kvóty rychleji než východní státy, aby zmírnila dopady na jejich ekonomiky). Dohody byly během první poloviny 90. let uzavírány i s dalšími postkomunistickými zeměmi. Československo, Maďarsko a Polsko podepsaly asociační dohody společně v roce 1991.
Po rozpadu Československa v roce 1993 ES přístupový proces pozastavila. Česká diplomacie v čele s ministrem zahraničí Josefem Zieleniecem usilovala o co nejrychlejší navrácení k přístupovým jednáním. Česká republika musela následně podepsat novou asociační dohodu „zakládající přidružení mezi Českou republikou na jedné straně a ES a jejich členskými státy na straně druhé“, k čemuž došlo v roce 1993. Tato dohoda vstoupila v platnost 1. února 1995 a na jejím základě se český premiér například mohl účastnit zasedání Evropské rady a resortní ministři se mohli 2× ročně účastnit zasedání Rady ministrů.
V první polovině 90. let se představitelé EU zdráhali dát závazný termín přistoupení postkomunistických zemí. Na summitu v Kodani v červnu 1993 byla schválena tzv. Kodaňská kritéria, určující politické a ekonomické podmínky vstupu a schopnost dostát závazkům vyplývajícím ze členství. Evropská rada tak rozhodla, že asociované země ze střední a východní Evropy, které o členství usilují, se mohou stát členy Evropské unie. Ke vstupu mělo dojít v okamžiku, kdy budou tyto státy schopny dostát všem povinnostem vyplývajícím ze členstvím (ekonomické a politické podmínky, dostatečná administrativní a soudní kapacita apod.). Kodaňská kritéria byla v roce 1995 doplněna na zasedání Evropské komise v Madridu o podmínku převzetí unijní legislativy, tzv. acquis communautaire.

## Průběh

### Žádost o členství
Žádost o vstup do Evropské unie podala vláda České republiky 17. ledna 1996.

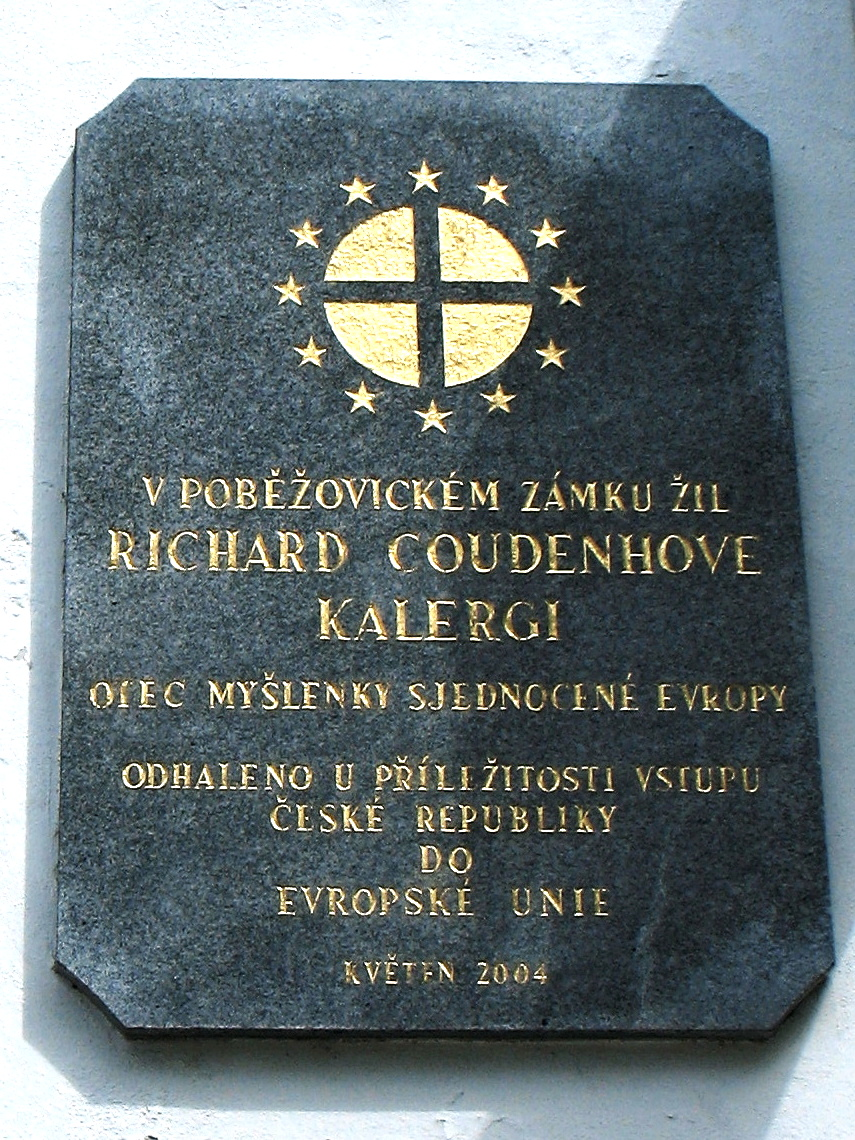
Pamětní deska, připomínající hraběte Richarda Coudenhove-Kalergiho a jeho myšlenku Panevropské unie, instalovaná v poběžovickém zámku u příležitosti vstupu ČR do Evropské unie

Nedílnou součástí této žádosti bylo memorandum. V něm vláda pod vedením svého předsedy Václava Klause deklarovala (mimo jiné), že „si uvědomuje prospěšnost a nezvratnost procesu evropské integrace“ a ocenila jej jako dílo, „které zaručilo občanům členských států na dlouhá desetiletí mír, politickou stabilitu, korektnost mezinárodních vztahů, nebývalé svobody a hospodářskou prosperitu“. Též prohlásila, že akceptuje i mimoekonomické aspekty evropské integrace, a byť „nebylo rovněž lehké po nedávném opětném nabytí plné státní svrchovanosti přijmout představu, že bude v budoucnosti třeba se této suverenity v určitých oblastech vzdát“, nezvratně dospěla k závěru, „že v moderním evropském vývoji je výměna částí vlastní státní svrchovanosti za sdílený podíl na suverenitě nadstátní a na spoluzodpovědnosti nevyhnutelná jak pro prospěch vlastní země, tak i pro celou Evropu“.
Za Českou republiku žádost spolu s memorandem předal premiér Václav Klaus 23. ledna 1996 v Římě. Poté 26. dubna 1996 převzal ministr zahraničí Josef Zieleniec dotazník Evropské komise pro zpracování posudku k žádosti. Dotazník byl vyplněn a odevzdán v prosinci 1996.
O oficiálním pozvání jedenácti kandidátských států České republiky, Estonska, Kypru, Litvy, Lotyšska, Malty, Maďarska, Polska, Rumunska, Slovenska a Slovinska) rozhodli představitelé členských států EU na zasedání 13. prosince 1997 v Lucemburku.

### Přístupová jednání
V roce 1998 byla zahájena přístupová jednání s ČR a dalšími žadateli o vstup. Dne 30. března 1998 proběhlo setkání ministrů zahraniční členských a kandidátských zemí v Bruselu a o den později, 31. března 1998 zahájila EU jednání s ČR a dalšími státy lucemburské skupiny (Slovinsko, Estonsko, Kypr, Maďarsko a Polsko) o jejich vstupu do unie (na helsinském summitu v roce 1999 byly zahájeny rozhovory s dalšími státy tzv. helsinské skupiny). Hlavní část představoval tzv. screening, který měl za úkol srovnávat legislativu kandidátských zemí s evropským právem. Za ČR vedl jednání náměstek ministra zahraničních věcí Pavel Telička. Předvstupní vyjednávání byla ukončena 12.–13. prosince 2002 na zasedání Evropské rady v Kodani. Na jednání byly uzavřeny jednotlivé kapitoly a stanovena přechodná období pro přijetí evropské legislativy. Evropská rada rozhodla o přijetí ČR a dalších devíti evropských států k 1. květnu 2004.

### Smlouva o přistoupení a referendum o přistoupení

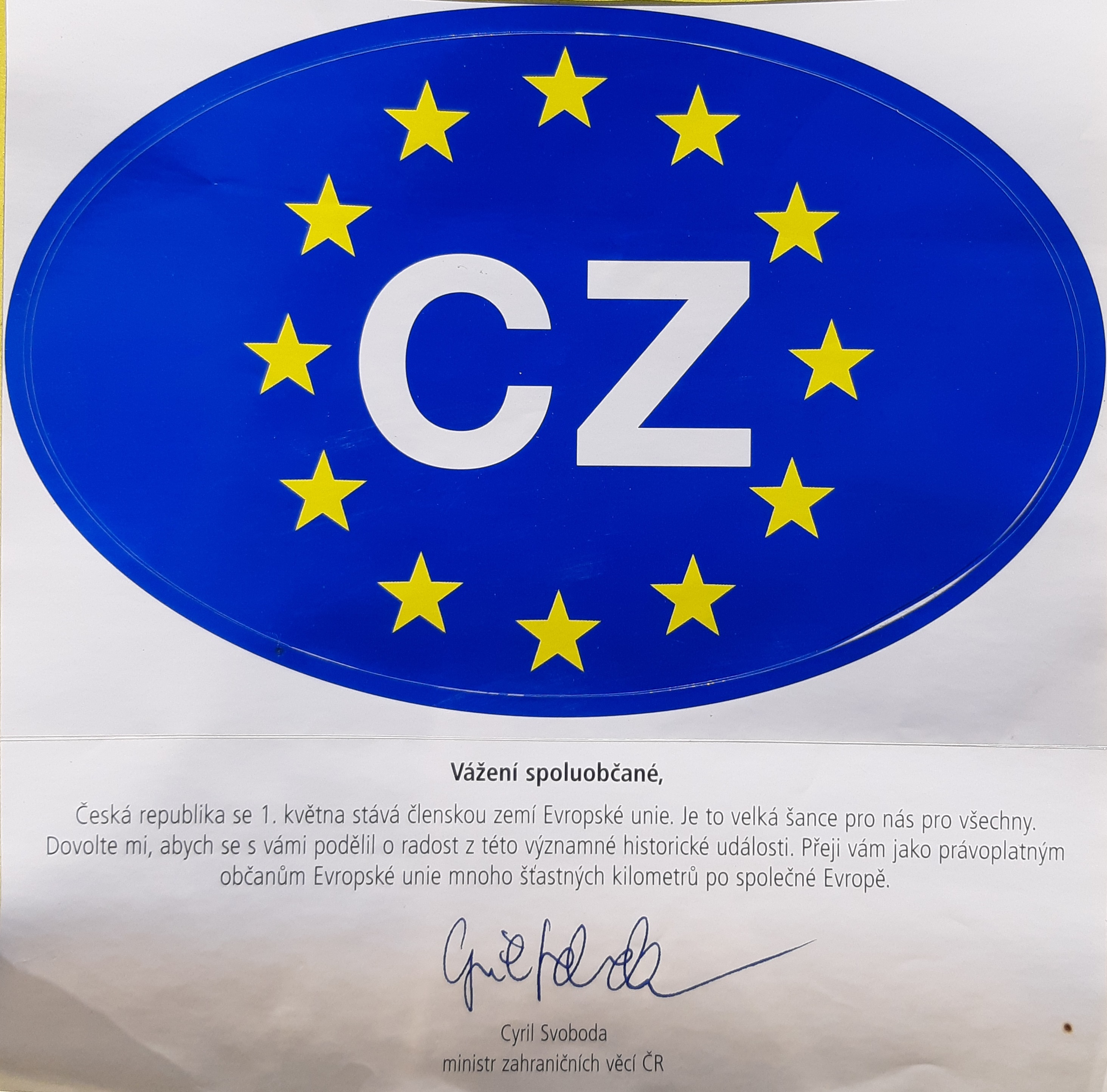
Dobový ministr zahraničních věcí Cyril Svoboda vítá občany ČR v Evropské unii.

Smlouva o přistoupení byla podepsána 16. dubna 2003 v Aténách za účasti prezidenta Václava Klause a premiéra Vladimíra Špidly. Smlouva byla dále ratifikována národními parlamenty patnácti starých členských zemí. V nových členských státech kromě Kypru byla smlouva schválena referendy. V Česku proběhlo referendum od pátku 13. června do soboty 14. června 2003. Pro schválení smlouvy se vyslovilo 77,3 % hlasujících. Volební účast byla 55,2 %.
Ústavní soud obdržel celkem 28 stížností na průběh referenda. 13 nesplňovalo právní náležitosti a soud se dále zabýval zbývajícími stížnostmi, které poté označil za neopodstatněné (nenašel důvod, proč by referendum mělo být protiústavní). Na základě vyjádření Ústavního soudu potvrdil v červenci 2003 platnost referenda prezident Václav Klaus. Smlouva vstoupila v platnost o rok později 1. května 2004.

## Přechodné období
Česká republika se stala plnoprávným členem Evropské unie s přechodnými obdobími vyjednanými v přístupové smlouvě:
- omezení volného pohybu pracovních sil (maximálně do roku 2011 v některých zemích, netýká se např. Spojeného království a Irska)
- postupné zavádění přímých plateb EU zemědělcům: 25 % v r. 2004, 30 % v r. 2005 a 35 % v r. 2006
- omezení nabývání zemědělské půdy a lesů cizozemci – občany EU (7 let) a přechodné období pro nabývání nemovitostí určených k vedlejšímu bydlení pro cizozemce – občany EU (5 let)
- přechodné období do 31. 12. 2006 pro některé hygienické normy v zemědělských podnicích
- přechodné období do 31. 12. 2009 týkající se parametrů drůbežích klecí
- přechodné období do 31. 12. 2006 pro sníženou spotřební daň z cigaret a další přechodná období pro některé výrobky a služby v nižší sazbě DPH
- trvalá výjimka pro sníženou sazbu DPH z produktů pěstitelského pálení
- množství přechodných období v oblasti ochrany životního prostředí (týkající se obalových odpadů, čištění městských odpadních vod, omezení emisí znečišťujících látek do ovzduší apod.)

## Dopady přistoupení

### Legislativní proces parlamentu ČR
Parlament ČR je na základě smluv o fungování Evropské unie zavázán přejímat velkou část legislativy EU. Ta může být ve formě nařízení, směrnice nebo rozhodnutí, s různou měrou závaznosti. Legislativa EU je přijímána na základě shody Rady, jež je složena ze zástupců národních vlád, a Evropského parlamentu, který představuje zákonodárný orgán přímo volený občany EU. Legislativu Parlamentu a Radě navrhuje Evropská komise, která se skládá z komisařů navržených národními státy a potvrzených volbou v Evropské parlamentu. Vymáhání přijímání legislativy EU v národních státech v krajním případě probíhá i s pomocí sankcí na základě soudního rozhodnutí.

### Volný pohyb osob
Mnoho starých členských zemí neumožnilo okamžitý volný vstup občanů nových členských států na svůj pracovní trh. Občané ČR mohli ihned bez omezení pracovat pouze ve Velké Británii, Irsku a Švédsku. Od 1. května 2006 se otevřela možnost práce v těchto zemích: Řecko, Portugalsko, Finsko a Španělsko. Francie tak učinila v létě 2008. Německo a Rakousko své  pracovní trhy otevřely pro české občany až v roce 2011.
Česká republika se stala 22. prosince 2007 také součástí Schengenského prostoru, který odstraňuje kontroly na hranicích s ostatními zeměmi EU. Otevření hranic po vstupu do Schengenu nepřineslo zvýšenou kriminalitu, jak se někteří občané obávali.

### Volný pohyb služeb, zboží a kapitálu
Území Evropské unie je celní unií, kde zboží legálně uvedené na trh v jednom členském státě může být bez celních nebo kvantitativních omezení vyváženo do ostatních členských států. Pro české firmy se rovněž otevřel několikanásobně větší trh se službami. Volným pohybem kapitálu vznikly nové investiční příležitosti.

### Vymahatelnost práva
Přímo účinných evropských právních norem se mohou občané dovolávat před národními soudy. V trestním právu si členské státy navzájem uznávají např. evropský zatýkací rozkaz.

### Přerozdělování peněz v rámci EU
V roce 2013 ČR získala díky zrychlení čerpání strukturálních fondů EU 84 miliard korun čistého rozpočtového příjmu z EU, byla tak čistým příjemcem i nadále, za rok 2017 pak čistý příjem tvořil 55,4 miliard.

### Společná měna
Součástí vstupu do Evropské unie byl i závazek přijmout společnou evropskou měnu euro. Tím by se měl usnadnit platební styk se zeměmi Evropské měnové unie. Závazek však nestanoví konkrétní datum přijetí. Předpokladem přijetí eura je období kurzové stabilizace v systému ERM II a plnění dalších maastrichtských kritérií.
Politické rozhodnutí ohledně kroků k přijetí eura však dosud učiněno nebylo. Přispívá k tomu i mínění veřejnosti, která je dle průzkumů již od finanční recese po roce 2007 a dluhové krize v eurozóně z velké části proti přijetí eura.

## Bilancování

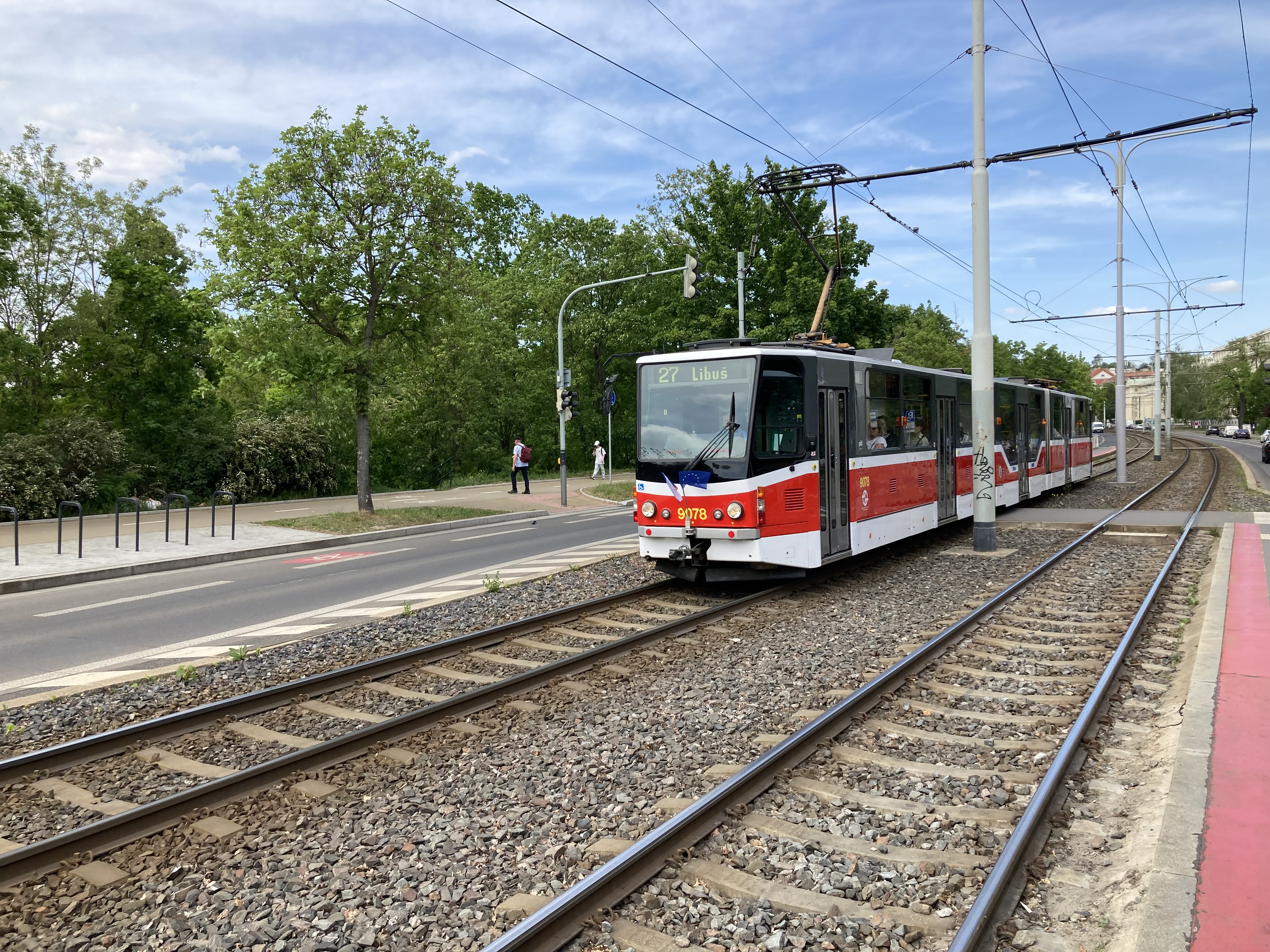
1. května 2024 slavila Česká republika dvacet let od vstupu do EU. Na oslavu byly – mimo jiné – pražské tramvaje vyzdobeny patřičnými vlaječkami.

U příležitosti patnáctého výročí přistoupení se na jaře 2019 tématem diskuse ve veřejném prostoru stalo jeho hodnocení. Podle dubnového celoevropského průzkumu Eurobarometr se lidem v Česku ve spojení s EU jako první nejčastěji vybavila emoce pochybnosti, tu v průzkumu zmínilo 51 % dotazovaných, vůbec největší podíl ze všech členských států. Dalším dotazovaným se vybavila emoce jistoty (19 %) či naděje (taktéž 19 %). Nejvíce jistoty z členských zemí prožívali respondenti z Irska.
Podle každoročních průzkumů agentury STEM spokojenost obyvatel země s EU poklesla v době ekonomické krize, po jejím konci se však nevrátila k normálu, nýbrž dále klesala v důsledku tzv. migrační krize. Růst spokojenosti byl naopak zaznamenán v době českého předsednictví v Radě EU i v posledních letech od roku 2016/2017. Průzkum Behavio Labs, STEM a Europeum zveřejněný v květnu 2019 dále ukázal, že pro okamžité vystoupení z EU by byla pouhá desetina českých obyvatel. Většina dotázaných byla pro setrvání v EU, která by se podle nich měla blíže nespecifikovaným způsobem změnit.
Český statistický úřad se rovněž zapojil do hodnocení zveřejněním infografiky s vybranými statistickými údaji. Česká republika k roku 2018 například zaujímala 1,8 % celkové rozlohy EU a představovala 2,1 % celkového počtu obyvatel EU. Dle údajů o zahraničním obchodu pak v roce 2018 směřovalo 83,9 % českého exportu do zemí EU (v hodnotě 3,6 bilionu korun) a 67,1 % bylo importováno ze zemí EU (3,5 bilionu korun).